# Nodaria epiplemoides
Nodaria epiplemoides är en fjärilsart som beskrevs av Embrik Strand 1920. Nodaria epiplemoides ingår i släktet Nodaria och familjen nattflyn. Inga underarter finns listade i Catalogue of Life.